# Bengaluru (Division)
Die Division Bengaluru, ehemals Bangalore, ist eine Division im indischen Bundesstaat Karnataka.

## Distrikte
Die Division Bengaluru gliedert sich in neun Distrikte:
| Distrikt        | Verwaltungssitz | Fläche in km² | Einwohner (2001) | Ew./km² |
| --------------- | --------------- | ------------- | ---------------- | ------- |
| Bengaluru Rural | Bengaluru       | k. A.         | k. A.            | k. A.   |
| Bengaluru Urban | Bengaluru       | 2.190         | 6.537.124        | 2.985   |
| Chikkaballapur  | Chikkaballapur  | 4.254         | 1.149.007        | 270     |
| Chitradurga     | Chitradurga     | 8.440         | 1.517.896        | 180     |
| Davanagere      | Davanagere      | 5.924         | 1.790.952        | 302     |
| Kolar           | Kolar           | 3.969         | 1.387.062        | 349     |
| Ramanagara      | Ramanagara      | k. A.         | k. A.            | k. A.   |
| Shivamogga      | Shivamogga      | 8.477         | 1.642.545        | 194     |
| Tumakuru        | Tumakuru        | 10.597        | 2.584.711        | 244     |